# Ян Еммануель Аффі
Ян Еммануель Аффі (фр. Yann Emmanuel Affi, нар. 11 листопада 1999, Тьєбіссу, Кот-д'Івуар) — івуарійський футболіст, захисник білоруського клубу «Динамо-Берестя».

## Життєпис
Народившись у місті Тьєбіссу, але незабаром переїхав з батьками до Ямусукро. Футболом розпочав займатися у 14-річному віці в клубі «Ренессанс» (Ямусукро). Через деякий час почав виступати у клубі «Танда», звідки перейшов у «Ганоа».
У серпні 2017 року підписав контракт з білоруським клубом «Торпедо-БелАЗ» з Жодино. Дебютував у Вищій лізі 11 вересня 2017 року в домашньому матчі проти «Нафтану» (1:1), зігравши всі 90 хвилин. Згодом закріпився в основі жодинського клубу на позиції центрального захисника.
Сезон 2018 року розпочався на лаві запасних, також виступав за дубль, а в травні знову почав виступати в основному складі. У серпні 2018 року підписав новий довгостроковий контракт з жодненцями. У вересні 2018 року знову потрапив до запасу. У сезоні 2019 року регулярно виступав у стартовому складі. У грудні 2019 року стало відомо, що захисник залишає жодинський клуб.
У лютому 2021 року почав тренуватися з брестейським «Динамо» і незабаром підписав контракт.

## Досягнення
- Володар Кубка Білорусі з футболу (1):

Гомель: 2021-22